# Ruisseau de la Broncarié
Le Ruisseau de la Broncarié ou Moulin de Trouche est une  rivière du sud de la France dans le département du Tarn et un sous-affluent de la Garonne par le Tarn.

## Géographie
De 15,2 km de longueur, il prend sa source dans le département du Tarn près de Le Dourn et se jette dans le Tarn sur la rive opposée à la presqu'île d'Ambialet. Il sert de frontière entre les communes de Saint-Michel-Labadié et Assac et entre les communes de Saint-Cirgue et Courris.

### Communes et cantons traversés
Dans le seul département du Tarn, le ruisseau de la Broncarié traverse les cinq communes suivantes, de l'amont vers l'aval, de Le Dourn (source), Saint-Michel-Labadié, Assac, Saint-Cirgue et Courris (confluence).

### Bassin versant
Le Ruisseau de la Broncarié traverse une seule zone hydrographie 'Le Moulin de Trouche' O383 pour une superficie de 30km². Ce bassin versant est constitué à 58,76 % de « territoires agricoles », à 43,56 % de « forêts et milieux semi-naturels », à 0,72 % de « territoires artificialisés ».

## Principaux affluents
- Le ruisseau del Loup (6,7 km)